# فابین بودارن
فابین بودارن (انگلیسی: Fabien Boudarène؛ زادهٔ ۵ اکتبر ۱۹۷۸) بازیکن فوتبال اهل فرانسه است.
از باشگاه‌هایی که در آن بازی کرده‌است می‌توان به باشگاه فوتبال ونس، باشگاه فوتبال سی‌اف‌آر کلوژ، باشگاه فوتبال دیژون، باشگاه فوتبال سوشو، باشگاه فوتبال لیتکس لووچ، و باشگاه فوتبال سن-اتین اشاره کرد.